# Międzynarodowy Festiwal Literatury im. Josepha Conrada
Conrad Festival – coroczny festiwal literacki organizowany w Krakowie od 2009 roku. Organizatorami Festiwalu Conrada są Miasto Kraków, Fundacja „Tygodnika Powszechnego” i Krakowskie Biuro Festiwalowe.
Festiwal gości artystów z całego świata związanych nie tylko z literaturą, ale też filmem, teatrem, muzyką i sztukami plastycznymi. Conrad Festiwal pomyślany jest jako wydarzenie na skalę międzynarodową. „Gośćmi festiwalu są twórcy z różnych krajów, piszący w różnych językach, reprezentujący różne kultury i różne światopoglądy. Organizatorom zależy na stworzeniu w Krakowie wielobarwnej mozaiki artystycznej, która będzie mogła zilustrować bogactwo światowej literatury, przybliżając polskiemu czytelnikowi mało znane dotąd obszary myśli i wrażliwości. Ideą przewodnią jest stworzenie imprezy o największym możliwym zasięgu i szeroko rozpoznawalnej na świecie”.
Stałym wydarzeniem towarzyszącym Festiwalu Conrada są corocznie organizowane Targi Książki w Krakowie.

## Rada Programowa
Dyrektorem Artystycznym Festiwalu Conrada jest prof. Michał Paweł Markowski (Uniwersytet Jagielloński) – krytyk literacki, publicysta, profesor Uniwersytetu Jagiellońskiego, szef Katedry Języka i Literatury polskiej na Uniwersytecie Illinois w Chicago; dyrektorem programowym Grzegorz Jankowicz („Tygodnik Powszechny”, Korporacja Ha!art) – krytyk, i tłumacz, współpracownik Centre for Advanced Studies in the Humanities UJ. Funkcję managera Festiwalu pełni Urszula Chwalba (Krakowskie Biuro Festiwalowe) – Kierownik Działu Literackiego Krakowskiego Biura Festiwalowego odpowiadająca za realizację programu Kraków Miasto Literatury UNESCO.

## Nagroda Conrada
Nagroda została pierwszy raz przyznana w 2015 roku. Może ją otrzymać jedynie debiutant, jej założeniem jest bowiem wspieranie początkujących pisarzy, których pozycja na rynku literackim nie jest jeszcze ugruntowana, a także zachęcanie wydawnictw do publikowania prac takich twórców. Nagroda ma również za zadanie realizację celów strategicznych Krakowa, które w 2013 zostało Miastem Literatury UNESCO. Oprócz miasta organizatorami nagrody są: Instytut Książki, Fundacja Tygodnika Powszechnego, Krakowskie Biuro Festiwalowe.
Nagroda jest wręczana co rok podczas Festiwalu Conrada, laureat otrzymuje statuetkę, nagrodę pieniężna w wysokości 30.000 zł, miesięczny pobyt rezydencjalny w Krakowie (organizowany przez Instytut Książki) oraz promocję na łamach Tygodnika Powszechnego.
Przez pierwsze dwie edycje laureat był wybierany jedynie głosami kapituły, jednak od 2017 zwycięzcę wskazuje kapituła i osoby biorące udział w głosowaniu internetowym - waga głosów jury i publiczności jest rozkładana po połowie. Kapituła zachowała prawo do wyboru nominowanych pozycji spośród tytułów zgłaszanych przez wydawnictwa.
W 2023 roku po raz pierwszy opublikowano długą listę nominacji.

### Laureaci
2015
laureatka:
- Liliana Hermetz

nominowani:
- Michał Cichy – Zawsze jest dzisiaj, Wydawnictwo Czarne
- Liliana Hermetz – Alicyjka, Wydawnictwo Nisza
- Robert Pucek – Pająki pana Roberta, Wydawnictwo Czarne
- Michał R. Wiśniewski – Jetlag, Wydawnictwo Krytyki Politycznej
- Aleksandra Zielińska – Przypadek Alicji, Wydawnictwo W.A.B.

2016
laureatka:
- Żanna Słoniowska

nominowani:
- Magdalena Kicińska – Pani Stefa, Wydawnictwo Czarne
- Weronika Murek – Uprawa roślin południowych metodą Miczurina, Wydawnictwo Czarne
- Żanna Słoniowska – Dom z witrażem, Wydawnictwo Znak Literanova
- Marek Adamiec – Sensu sens, Wydawnictwo Helion
- Tomasz Wiśniewski – O pochodzeniu łajdaków, czyli opowieści z metra, Wydawnictwo Lokator

2017
laureatka:
- Anna Cieplak

nominowani:
- Katarzyna Boni – Ganbare! Warsztaty umierania, Wydawnictwo Agora
- Anna Cieplak – Ma być czysto, Wydawnictwo Krytyki Politycznej
- Natalia Fiedorczuk – Jak pokochać centra handlowe, Wydawnictwo Wielka Litera
- Maciej Sieńczyk – Wśród przyjaciół, Wydawnictwo Czarne
- Grzegorz Uzdański – Wakacje, Wydawnictwo W.A.B.

2018
laureatka:
- Weronika Gogola

nominowani:
- Grzegorz Bogdał – Floryda, Wydawnictwo Czarne
- Martyna Bunda – Nieczułość, Wydawnictwo Literackie
- Weronika Gogola – Po trochu, Wydawnictwo Książkowe Klimaty
- Adam Robiński – Hajstry. Krajobraz bocznych dróg, Wydawnictwo Czarne
- Paweł Sołtys – Mikrotyki, Wydawnictwo Czarne

2019
laureatka:
- Olga Hund

nominowani:
- Olga Hund – Psy ras drobnych, Wydawnictwo Korporacja Ha!Art
- Katarzyna Pochmara-Balcer – Lekcje kwitnienia, Wydawnictwo Nisza
- Joanna Szyndler – Kuba-Miami. Ucieczki i powroty, Wydawnictwo Poznańskie
- Katarzyna Wiśniewska – Tłuczki, Wydawnictwo Nisza
- Łukasz Zawada – Fragmenty dziennika SI, Wydawnictwo Nisza

2020
laureatka:
- Dorota Kotas

nominowani:
- Dorota Brauntsch – Domy bezdomne, Wydawnictwo Dowody na Istnienie
- Joanna Gierak-Onoszko – 27 śmierci Toby’ego Obeda, Wydawnictwo Dowody na Istnienie
- Barbara Klicka – Zdrój, Wydawnictwo W.A.B.
- Dorota Kotas – Pustostany, Niebieska Studnia
- Urszula Zajączkowska – Patyki, badyle, Wydawnictwo Marginesy

2021
laureatka:
- Elżbieta Łapczyńska

nominowani:
- Maciej Bobula – Szalejów, Wydawnictwo j
- Igor Jarek – Halny, Wydawnictwo Nisza
- Elżbieta Łapczyńska – Bestiariusz nowohucki, Wydawnictwo Biuro Literackie
- Mira Marcinów – Bezmatek, Wydawnictwo Czarne
- Maciej Topolski – Niż, Wydawnictwo Korporacja Ha!Art

2022
laureatka:
- Paulina Siegień

nominowani:
- Monika Drzazgowska – Szalej, Wydawnictwo Literackie
- Krzysztof Pietrala – Story Jones, Wydawnictwo Meth
- Bartosz Sadulski – Rzeszot, Wydawnictwo Książkowe Klimaty
- Paulina Siegień – Miasto bajka. Wiele historii Kaliningradu, Wydawnictwo Czarne
- Jaga Słowińska – Czarnolas, Wydawnictwo Ha!art

2023
laureatka:
- Urszula Honek

finaliści:
- Mateusz Górniak – Trash Story, Wydawnictwo Ha!art
- Urszula Honek – Białe noce, Wydawnictwo Czarne
- Paweł Kozioł – Wariant La Plata, Klub Integracji Twórczych „Stowarzyszenie Żywych Poetów”
- Krzysztof Umiński – Trzy tłumaczki, Wydawnictwo Marginesy
- Małgorzata Żarów – Zaklinanie węży w gorące wieczory, Wydawnictwo Czarne

pozostali nominowani:
- Karolina Dzimira-Zarzycka – Samotnica. Dwa życia Marii Dulębianki, Wydawnictwo Marginesy
- Olga Górska – Nie wszyscy pójdziemy do raju, Wydawnictwo Drzazgi
- Justyna Hankus – Grisaille o zwykłym osiedlu, Instytut Literatury
- Aleksandra Młynarczyk-Gemza – Zapiski wariatki, Wydawnictwo Znak
- Patryk Pufelski – Pawilon małych ssaków, Wydawnictwo Karakter

2024
laureatka:
- Maria Halber

finaliści:
- Emilia Dłużewska – Jak płakać w miejscach publicznych, Znak Literanova
- Katarzyna Groniec – Kundle, Wydawnictwo Nisza
- Maria Halber – Strużki, Wydawnictwo Cyranka
- Małgorzata Lebda – Łakome, Wydawnictwo Znak
- Ishbel Szatrawska – Toń, Wydawnictwo Cyranka

pozostali nominowani:
- Iwona Bassa – Głodni, Biuro Literackie
- Ryszard Jamka – Panów piłą. Trzy legendy o Jakubie Szeli, Wydawnictwo Marginesy
- Maciej Robert – Rzeki, których nie ma, Wydawnictwo Czarne
- Aleksandra Tarnowska – Wniebogłos, ArtRage
- Tomasz Tyczyński – Nieuzasadnione poczucie szczęścia, Wydawnictwo Nisza

### Kapituła Nagrody
2015-2021
prof. Michał Paweł Markowski (przewodniczący), Urszula Chwalba, prof. Inga Iwasiów, dr Grzegorz Jankowicz, prof. Krzysztof Koehler, dr Zofia Król, Michał Nogaś oraz dr Joanna Szulborska-Łukaszewicz (sekretarzyni)
od 2022
prof. Michał Paweł Markowski (przewodniczący), Urszula Chwalba, Julia Fiedorczuk, dr Grzegorz Jankowicz, Monika Ochędowska, Olga Stanisławska, dr Joanna Szulborska-Łukaszewicz (sekretarzyni) oraz dr hab. Błażej Warkocki

## Historia festiwalu
W ciągu całego festiwalowego tygodnia mają miejsce spotkania literackie, wykłady, projekcje filmów, wystawy, warsztaty i spotkania dla dzieci. Od 2015 roku jego zwieńczeniem jest uroczysta gala, w czasie której przyznawana jest Nagroda Conrada za najlepszy debiut literacki.

### 2009
Pierwsza edycja festiwalu odbyła się w dniach 3-7 listopada 2009 roku. Jego gośćmi byli m.in.: Atiq Rahimi, Roberto Calasso, Per Olov Enquist, Pascal Quignard, Jordi Savall, Marek Bieńczyk, Stefan Chwin i Przemysław Czapliński. W trakcie tej edycji głównymi kręgami tematycznymi poruszanymi w trakcie festiwalu były: pasja pisania; historie prywatne i zbiorowe; zmysły i literatura; fakty, fikcje, fabuły; Europa między kulturami; prawodawcy i tłumacze oraz los książki w społeczeństwie ponowoczesnym.

### 2010
Druga edycja festiwalu odbyła się pod hasłem „Inne światy, inne języki” i trwała od 20 października do 10 listopada 2010 roku. Funkcję dyrektora artystycznego festiwalu pełnił Michał Paweł Markowski. Podczas festiwalu można było spotkać takich artystów, jak: Jurij Andruchowycz, Jean Hatzfeld, Claude Lanzmann, Sven Lindqvist, Herta Müller, Amos Oz, Serhij Żadan oraz wielu pisarzy i artystów z Polski.

### 2011
Trzecia edycja festiwalu odbyła się pod hasłem „W poszukiwaniu utraconych światów” w dniach 2-6 listopada 2011 roku. W festiwalu, wbrew zapowiedziom, nie wziął udziału Michel Houellebecq. Do Krakowa przybyli natomiast: Roberto Calasso, Alberto Manguel, Dawid Grossman, Eva Hoffman, Ceruja Szalew, Anders Bodegård, Andrej Chadanowicz, Uładzimir Niaklajeu. Z polskich pisarzy pojawili się Maciej Zaremba Bielawski, Marek Bieńczyk, Justyna Bargielska, Jacek Dehnel, Janusz Głowacki, Manuela Gretkowska i Andrzej Stasiuk. Honorowy patronat nad festiwalem objął prezydent RP Bronisław Komorowski.

### 2012
Czwarta edycja festiwalu odbyła się pod hasłem „Pomyśl: literatura!” w dniach 22-28 października 2012 roku. W Krakowie tym razem pojawili się m.in.: Zygmunt Bauman, Orhan Pamuk, Jeanette Winterson, Krzysztof Wodiczko, Peter Eszterhazy, Robert D. Kaplan, Dubravka Ugrešić, a także polscy pisarze, tacy jak: Marek Bieńczyk, Eustachy Rylski, Krzysztof Varga, Andrzej Stasiuk, Dorota Masłowska, Wojciech Jagielski, Magdalena Tulli, Michał Witkowski.

### 2013
Piąta edycja festiwalu odbyła się pod hasłem "Medium doskonałe" w dniach 20-26 października 2013 roku. Głównym motywem festiwalu była medialność literatury oraz jej doskonałość jako nośnika treści. Gośćmi Conrad Festival byli m.in.: Peter Sloterdijk, W.J.T. Mitchell, Bracia Quay, Cees Noteboom, Kiran Desai, Anne Applebaum, Marci Shore, Claudio Magris.

### 2014
Szósta edycja festiwalu odbyła się pod hasłem „Wspólne światy” w dniach 20–26 października 2014 roku. Festiwal gościł pisarzy, filozofów, reżyserów i artystów wizualnych. Osobistości festiwalu: Jaume Cabré, Boris Akunin, Paul Auster, John Banville, Ádám Bodor, Etgar Keret.

### 2015

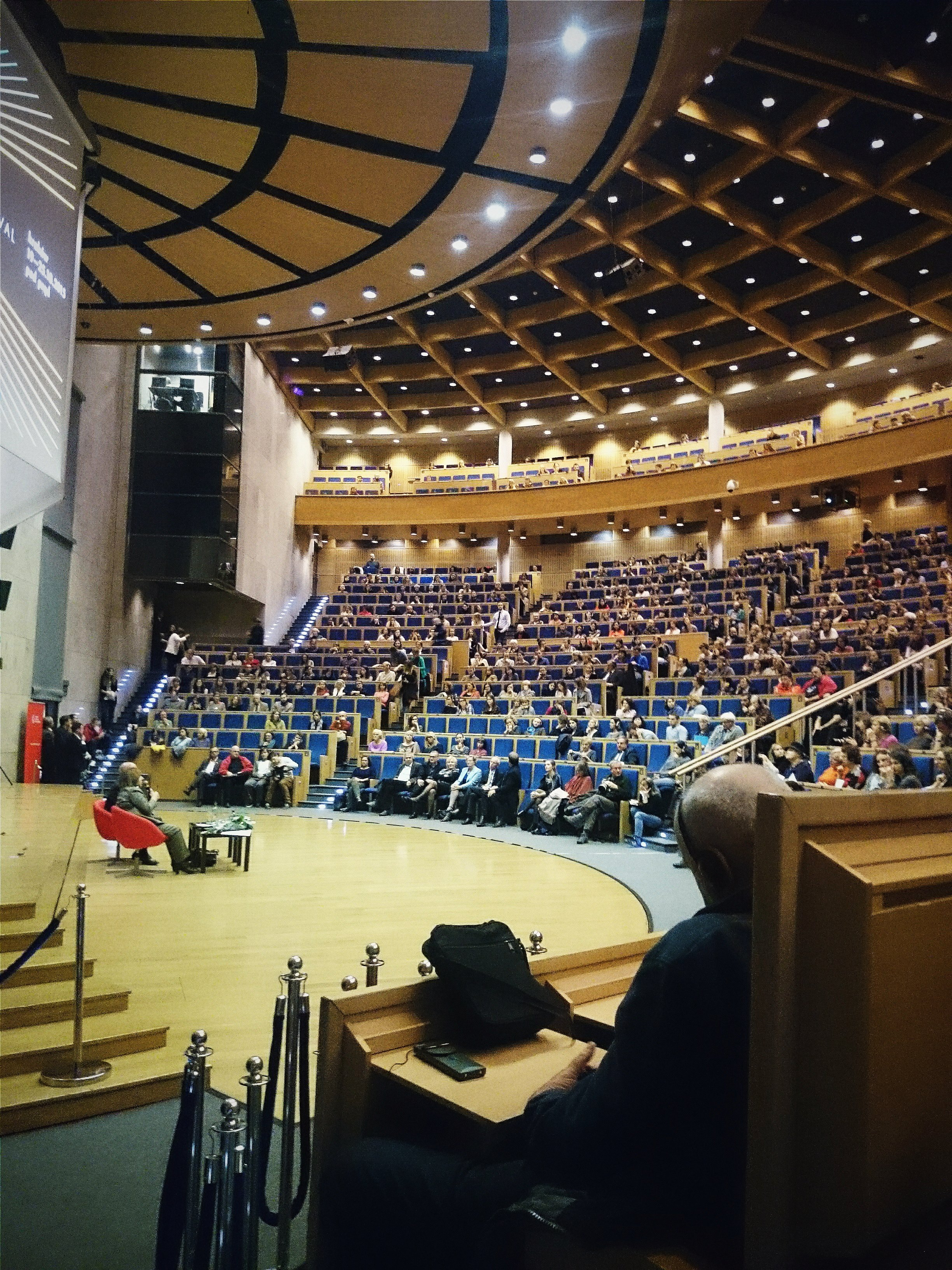
Spotkanie ze Swiatłaną Aleksijewicz

Siódma edycja festiwalu odbyła się pod hasłem: „Pisanie i codzienność” w dniach 19–25 października 2015 roku. Pierwszą laureatką Nagrody Conrada została Liliana Hermetz za swoją debiutancką powieść Alicyjka. Gośćmi Festiwalu Conrada w 2015 roku byli m.in.: Swiatłana Aleksijewicz, Jonathan Franzen, Hanna Krall, Olga Tokarczuk, Tomas Venclova, Bernadeta Prandzioch, David Foenkinos oraz Kamel Daoud.

### 2016

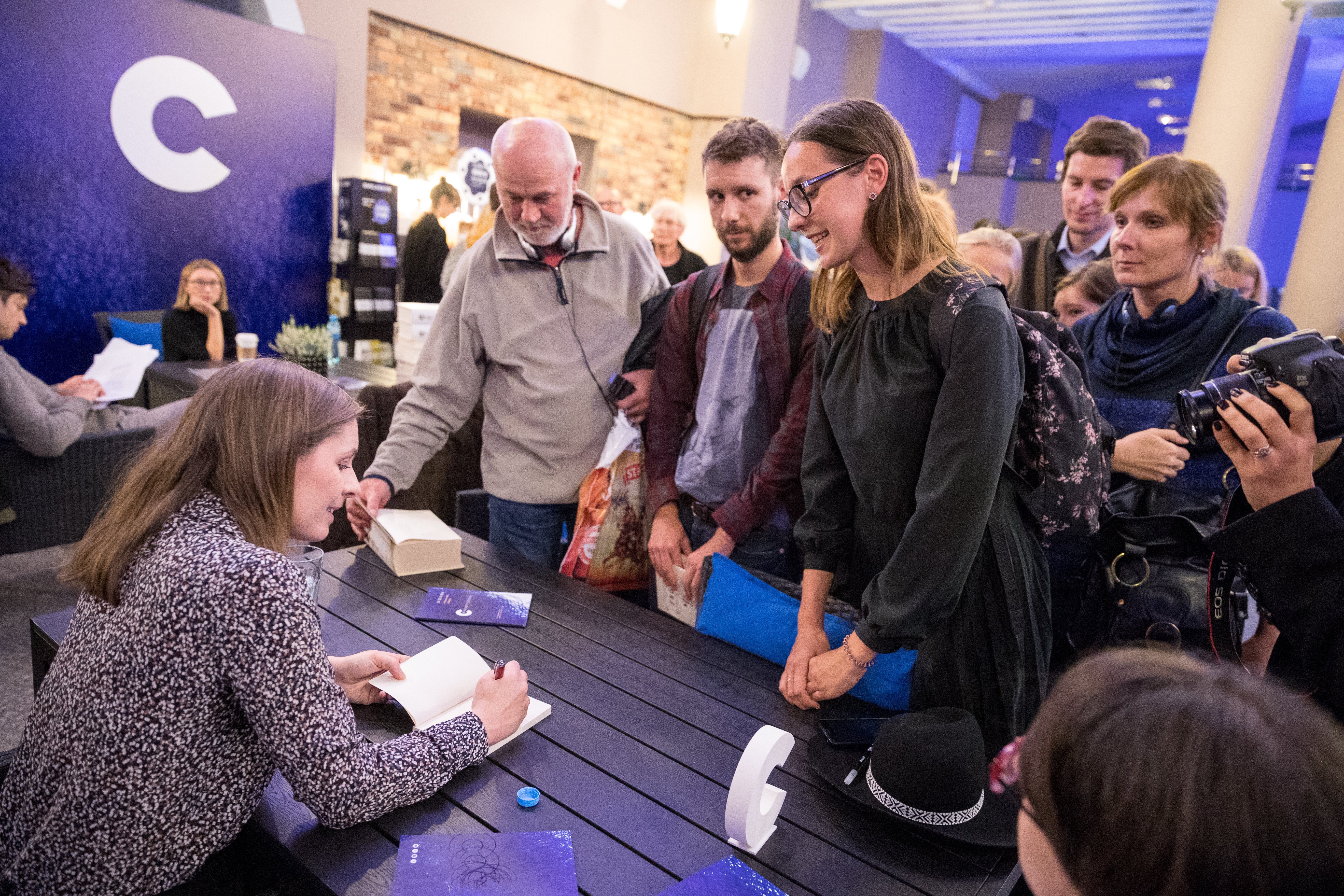

Ósma edycja festiwalu odbyła się pod hasłem: „Intensywność” w dniach 24–30 października 2016 roku. Drugą laureatką Nagrody Conrada została Żanna Słoniowska za powieść Dom z witrażem. W trakcie festiwalu Kraków odwiedzili pisarze zagraniczni, m.in.: Eleanor Catton, Michael Cunningham, Richard Flanagan i Michel Faber oraz polscy, m.in.: Przemysław Czapliński, Filip Springer, Andrzej Stasiuk, Ziemowit Szczerek i Szczepan Twardoch, a także artyści: Géza Röhrig, Jan Peszek i Maria Peszek.

### 2017
Dziewiąta edycja Festiwalu Conrada odbyła się pod hasłem „Niepokój” w dniach 23-29 października 2017 roku. Trzecią laureatką Nagrody Conrada została Anna Cieplak za powieść Ma być czysto. Wśród polskich gości tej edycji znaleźli się m.in.: Jacek Dukaj, Izabela Filipiak, Michał Witkowski, Dorota Masłowska, Mariusz Szczygieł i Olga Tokarczuk, wśród zagranicznych natomiast m.in.: Dan Brown, Siri Hustvedt, Agneta Pleijel, Éric-Emmanuel Schmitt, Mahmoud Hosseini Zad, Serge Bloch, Martin Widmark czy Monem Mahjoub.

### 2018
Dziesiąta edycja festiwalu odbyła się pod hasłem „Pop” w dniach 22–28 października 2018 roku. Czwartą laureatką Nagrody Conrada została Weronika Gogola za powieść Po trochu. Gościem honorowym została pisarka Arundhati Roy. Gośćmi zagranicznymi byli także m.in.: Martín Caparrós, Yanick Lahens, Kristina Sabaliauskaitė, Michal Ajvaz, Mladen Dolar, Amanda Michalopoulou, Lena Kitsopoulou, Pavol Rankov, Thomas Reinertsen Berg i Elisabeth Åsbrink. Wśród polskich gości znaleźli się m.in.: Olga Tokarczuk, Marcin Wicha, Ilona Witkowska, Bohdan Zadura, Sylwia Chutnik, Wojciech Jagielski, Olga Drenda, Anna Cieplak czy Jaś Kapela.

### 2019
Jedenasta edycja festiwalu odbyła się pod hasłem „Rzeczywistości” w dniach 21–27 października 2019 roku. Piątą laureatką Nagrody Conrada została Olga Hund za powieść Psy ras drobnych. Wśród gości festiwalu znaleźli się m.in.: Chimamanda Ngozi Adichie, Benjamin Balint, Dmitrij Bykow, Radka Denemarková, Bill Gaston, Veronika Janatkova, Rasa Janciauskaite czy polscy autorzy: Magdalena Barbaruk, Marek Bieńczyk, Sylwia Chutnik, Sonia Draga, Jacek Dukaj, Anna Dziewit-Meller, Magdalena Heydel, Inga Iwasiów, Ryszard Krynicki, Leszek Libera, Zyta Rudzka, Michał Rusinek, Kazimiera Szczuka, Mariusz Szczygieł, Olga Tokarczuk oraz Jakub Żulczyk.

### 2020
Dwunasta edycja festiwalu odbyła się pod hasłem „Widzialne i niewidzialne” w dniach 19-25 października 2020 roku. Ze względu na pandemię COVID-19 w Polsce, spotkania literackie odbyły się online. Szóstą laureatką Nagrody Conrada została Dorota Kotas za powieść Pustostany. Wśród zagranicznych gości festiwalu byli m.in.: Sigrid Nunez, Etgar Keret, Bianca Bellová, Chantal Mouffe, Roy Jacobsen, Kevin Barry, Adeline Dieudonné, Wiktor Jerofiejew, Elif Şafak i Karl-Markus Gauß. Polskimi gośćmi byli m.in.: Zyta Rudzka, Marek Bieńczyk, Mikołaj Łoziński, Magdalena Tulli, Joanna Rudniańska, Małgorzata Rejmer i Agnieszka Pajączkowska.

### 2021
Trzynasta edycja festiwalu odbyła się pod hasłem „Natura przyszłości” w dniach 18-24 października 2021 roku. Siódmą laureatką Nagrody Conrada została Elżbieta Łapczyńska za zbiór opowiadań Bestiariusz nowohucki. Wśród gości festiwalu znaleźli się m.in.: Anna Cieplak, Artur Domosławski, Agnieszka Gajewska, Agnieszka Graff, Petra Hůlová, Adam Kaczanowski, Hervé Le Tellier, Aoko Matsuda, Arundhati Roy, Rebecca Solnit, Małgorzata Szejnert, Izabela Wagner.

### 2022
Czternasta edycja festiwalu odbyła się pod hasłem „Wspólnoty” w dniach 24-30 października 2022 roku. Ósmą laureatką Nagrody Conrada została Paulina Siegień za reportaż Miasto bajka. Wiele historii Kaliningradu. Wśród gości festiwalu znaleźli się m.in. Zbigniew Rokita, Mariana Enríquez, Mohamed Mbougar Sarr, Roberto Esposito, Carmen Maria Machado, Tania Malarczuk, Leïla Slimani, Natałka Biłocerkiweć, Mykoła Riabczuk, Natasza Goerke, Weronika Gogola, Grażyna Plebanek, Ishbel Szatrawska, Szczepan Twardoch.

### 2023
Piętnasta edycja odbyła się pod hasłem „Migracje” w dniach 23-29 października 2023 roku. Dziewiątą laureatką Nagrody Conrada została Urszula Honek za zbiór opowiadań Białe noce. Wśród gości festiwalu znaleźli się m.in. Nona Fernández, Martín Kohan, Maryam Madjidi, Sofi Oksanen, Kateryna Babkina, Łukasz Barys, Max Cegielski, Bora Chung, Tamara Duda, Georgi Gospodinow, Mateusz Górniak, Tahar Ben Jelloun, Balsam Karam, Hałyna Kruk, Intan Paramaditha, Judith Schalansky, Éric-Emmanuel Schmitt, Samanta Schweblin, Dionisios Sturis.

### 2024
Szesnasta edycja odbyła się pod hasłem "Autentyczność" w dniach 21-27 października 2024 roku. Dziesiątą laureatką Nagrody Conrada została Maria Halber za powieść Strużki. Wśród gości festiwalu znaleźli się m.in. Sebastian Barry, Grzegorz Bogdał, Anna Brzezińska, Lars Saabye Christensen, Jacek Dehnel, Artur Domosławski, Jacek Dukaj, Natalia Fiedorczuk, Anna Goc, Lauren Groff, Katarzyna Groniec, Gaja Grzegorzewska, Marta Hermanowicz, Eliza Kącka, Karl Ove Knausgård, Ryszard Koziołek, Andriej Kurkow, Jul Łyskawa, Adania Shibli.